# Sphenotoma
Sphenotoma é um género de plantas com flores pertencentes à família Ericaceae.
A sua área de distribuição nativa é o sudoeste da Austrália.
Espécies:
- Sphenotoma capitata (R.Br.) Lindl.
- Sphenotoma dracophylloides Sond.
- Sphenotoma drummondii (Benth.) F.Muell.
- Sphenotoma gracilis (R.Br.) Sweet
- Sphenotoma parviflora (F.Muell. ex Benth.) F.Muell.
- Sphenotoma squarrosa (R.Br.) G.Don